# Grundskala
Grundskalaen er de otte toner i den oktav, hvor a-et er kammertonen:
| Tone | Frekvens | Beregning ud fra c1                                     |
| ---- | -------- | ------------------------------------------------------- |
| c1   | 264      | (ingen)                                                 |
| d1   | 297      | multipliceret med 9/8                                   |
| e1   | 330      | multipliceret med 5/4                                   |
| f1   | 352      | multipliceret med 4/3 (eller c2 divideret med 3/2)      |
| g1   | 396      | multipliceret med 3/2                                   |
| a1   | 440      | multipliceret med 5/3 (eller c2 divideret med 6/5)      |
| h1   | 495      | multipliceret med 15/8 (eller a1 multipliceret med 9/8) |
| c²   | 528      | multipliceret med 2                                     |

Skalaen er C-dur, så der er ingen fortegn.